# Heide fratercula
Heide fratercula är en insektsart som först beskrevs av Rehn, J.A.G. 1952.  Heide fratercula ingår i släktet Heide och familjen Morabidae. Inga underarter finns listade i Catalogue of Life.